# Liste der Biografien/Marl
Liste der Biografien |
Portal Biografien |
Personensuche
# |
A |
B |
C |
D |
E |
F |
G |
H |
I |
J |
K |
L |
M |
N |
O |
P |
Q |
R |
S |
T |
U |
V |
W |
X |
Y |
Z |
?
 
Ma |
Mb |
Mc |
Md |
Me |
Mf |
Mg |
Mh |
Mi |
Mj |
Mk |
Ml |
Mm |
Mn |
Mo |
Mp |
Mq |
Mr |
Ms |
Mt |
Mu |
Mv |
Mw |
Mx |
My |
Mz
 
Maa |
Mab |
Mac |
Mad |
Mae |
Maf |
Mag |
Mah |
Mai |
Maj |
Mak |
Mal |
Mam |
Man |
Mao |
Map |
Maq |
Mar |
Mas |
Mat |
Mau |
Mav |
Maw |
Max |
May |
Maz
 
Mara |
Marb |
Marc |
Mard |
Mare |
Marf |
Marg |
Marh |
Mari |
Marj |
Mark |
Marl |
Marm |
Marn |
Maro |
Marp |
Marq |
Marr |
Mars |
Mart |
Maru |
Marv |
Marw |
Marx |
Mary |
Marz
Die Liste der Biografien führt alle Personen auf, die in der deutschsprachigen Wikipedia einen Artikel haben. Dieses ist eine Teilliste mit 107 Einträgen von Personen, deren Namen mit den Buchstaben „Marl“ beginnt.

## Marl
- Marl, Marley (* 1962), US-amerikanischer Musikproduzent und DJ

### Marla
- Marland, Ernest (1874–1941), US-amerikanischer Politiker
- Marland, Jonathan, Baron Marland (* 1956), britischer Politiker und Manager
- Marland, Robert (* 1964), kanadischer Ruderer
- Marland, William C. (1918–1965), US-amerikanischer Politiker
- Marlantes, Karl (* 1944), US-amerikanischer Kriegsveteran, Geschäftsmann und Autor.
- Marlatt, Charles Lester (1863–1954), US-amerikanischer Entomologe
- Marlatt, Daphne (* 1942), kanadische Schriftstellerin, Dichterin und ehemalige Hochschullehrerin australischer Herkunft
- Marlatt, Hamilton Irving (1867–1929), US-amerikanischer Maler
- Marlaud, Jean-Michel (* 1953), französischer Botschafter
- Marlayne (* 1971), niederländische Popsängerin und Moderatorin

### Marlb
- Marlborough, Morgan (* 1990), US-amerikanische Fußballspielerin

### Marle
- Marlé, Arnold (1887–1970), deutscher Schauspieler und Theaterregisseur
- Marle, Cornelia van († 1698), niederländische Malerin
- Marle, Eva van, vermutlich eine niederländische Malerin
- Marle, Jo van (1924–1995), niederländischer Fußballfunktionär
- Marle-Ouvrard, Baptiste-Florian (* 1982), französischer Organist
- Marleau, Denis (* 1954), kanadischer Theaterschauspieler und -regisseur
- Marleau, Louise (* 1944), kanadische Schauspielerin
- Marleau, Marie-Ève (* 1982), kanadische Wasserspringerin
- Marleau, Patrick (* 1979), kanadischer EishockeyspielerPatrick Marleau (* 1979)

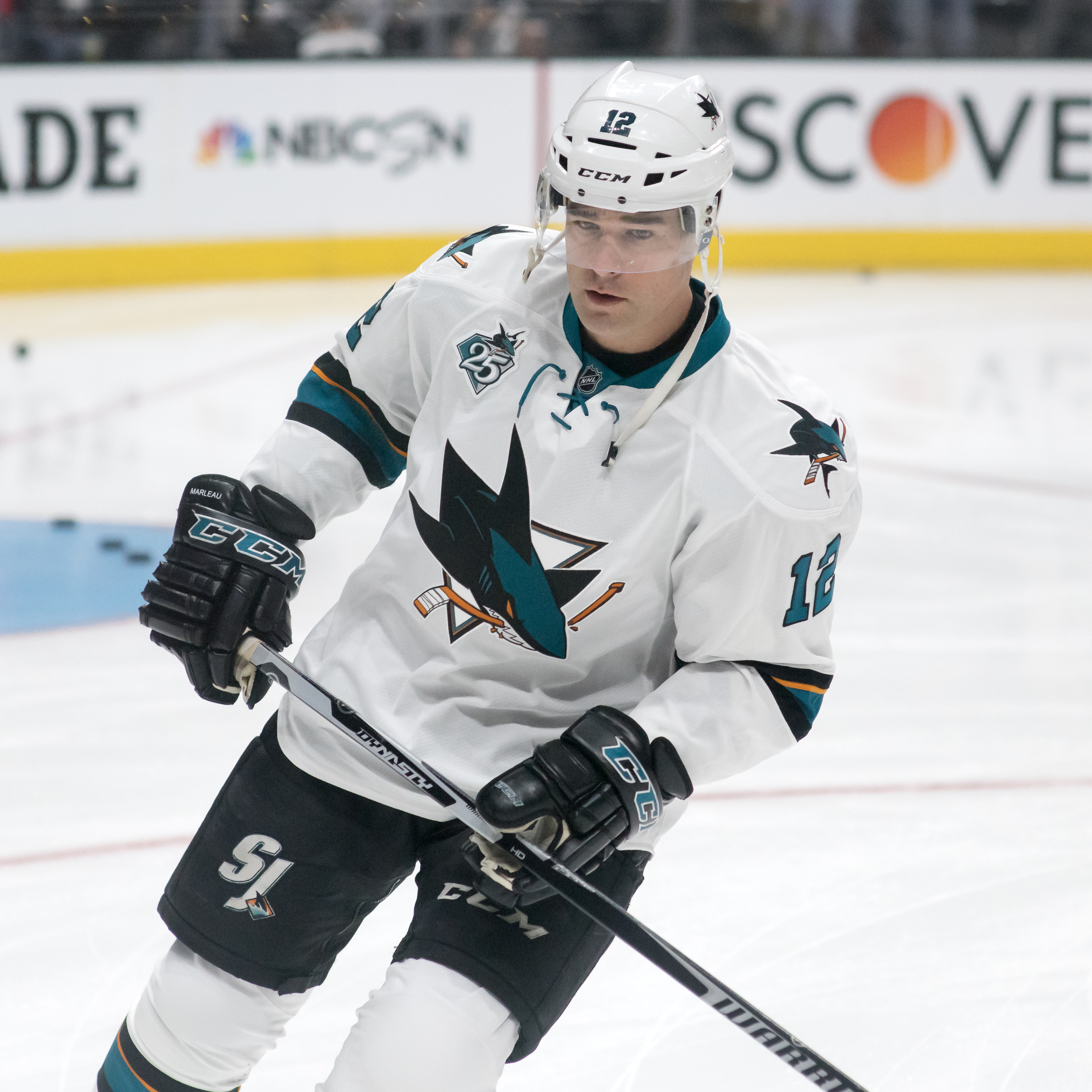
Patrick Marleau (* 1979)

- Marlen, Kristina, deutsche Sexarbeiterin
- Marlen, Trude (1912–2005), österreichische Schauspielerin
- Marlenee, Ron (1935–2020), US-amerikanischer Politiker
- Marler, George Carlyle (1901–1981), kanadischer Politiker (Liberalen Partei)
- Marler, Joe (* 1990), englischer Rugbyspieler
- Marler, Peter R. (1928–2014), britisch-US-amerikanischer Neurophysiologe und Ethologe
- Marler, Taryn (* 1988), australische Schauspielerin
- Marlet, Christiane (* 1954), französische Sprinterin
- Marlet, Steve (* 1974), französischer Fußballspieler
- Marlette, Doug (1949–2007), US-amerikanischer Karikaturist und Schriftsteller
- Marley, Bob (1945–1981), jamaikanischer Reggae-MusikerBob Marley (1945–1981)

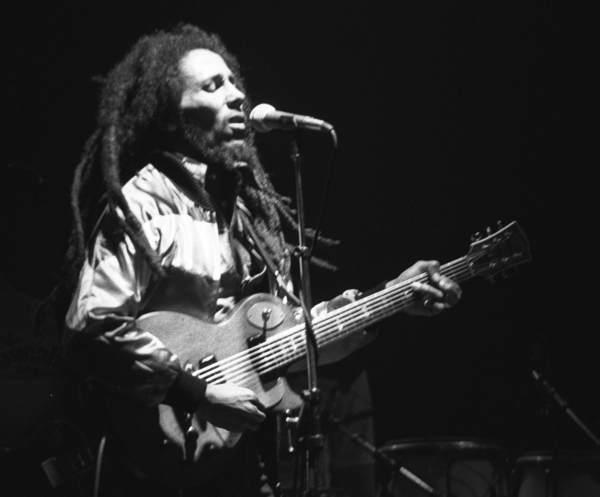
Bob Marley (1945–1981)

- Marley, Cedella (* 1967), jamaikanische Reggae-Sängerin
- Marley, Damian (* 1978), jamaikanischer Reggae-Musiker
- Marley, Gilberto (1871–1939), italienischer Radrennfahrer
- Marley, J. Peverell (1901–1964), US-amerikanischer Kameramann
- Marley, Jack (* 2002), irischer Boxer
- Marley, John (1907–1984), US-amerikanischer Film- und Theaterschauspieler
- Marley, Julian (* 1975), englischer Roots-Reggae-Musiker
- Marley, Ky-Mani (* 1976), jamaikanischer Reggaemusiker
- Marley, Rita (* 1946), jamaikanische Reggaemusikerin
- Marley, Rohan (* 1972), jamaikanischer Musiker
- Marley, Selah (* 1998), US-amerikanisches Model
- Marley, Sharon (* 1964), jamaikanische Reggae-Sängerin
- Marley, Skip (* 1996), jamaikanischer Sänger
- Marley, Stephen (* 1972), jamaikanischer Reggae-Musiker und -Produzent
- Marley, YG (* 2001), US-amerikanischer Singer-Songwriter
- Marley, Ziggy (* 1968), jamaikanischer ReggaemusikerZiggy Marley (* 1968)

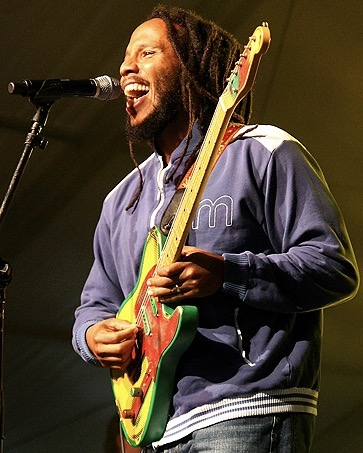
Ziggy Marley (* 1968)

### Marli
- Marliani, Bartolomeo (1488–1566), italienischer Gelehrter und Topograph
- Marliani, Giovanni Agostino (1585–1674), italienischer Geistlicher, römisch-katholischer Bischof von Umbriatico
- Marliave, Joseph de (1873–1914), französischer Musikkritiker
- Marlier, Carla (* 1937), französische Schauspielerin
- Marlier, Ernst (1875–1950), deutscher Unternehmer
- Marlier, Philippe de, flämischer Stillleben- und Blumenmaler
- Marlin, Ben (1976–2008), US-amerikanischer Musiker; Bassist von Disgorge
- Marlin, Calvin (* 1976), südafrikanischer Fußballtorwart
- Marlin, Coo Coo (1932–2005), US-amerikanischer Rennfahrer
- Marlin, Josef (1824–1849), siebenbürgischer Schriftsteller und Journalist
- Marlin, Lene (* 1980), norwegische Songschreiberin und Popsängerin
- Marlin, Sterling (* 1957), US-amerikanischer NASCAR-Rennfahrer
- Marlin-Bennett, Renée (* 1959), US-amerikanische Politikwissenschaftlerin
- Mårlind, Måns (* 1969), schwedischer Regisseur und Drehbuchautor
- Marling, Brit (* 1982), US-amerikanische Drehbuchautorin, Produzentin, Regisseurin und Schauspielerin
- Marling, Charles (1862–1933), britischer Diplomat
- Marling, Joseph Mary (1904–1979), US-amerikanischer Geistlicher, römisch-katholischer Bischof von Jefferson City
- Marling, Laura (* 1990), britische Folk-Pop-Sängerin
- Marlinho (* 1994), brasilianischer Fußballspieler
- Marlinspike, Moxie, US-amerikanischer Unternehmer, Kryptograph und Informationssicherheits-Experte
- Marlio, Louis (1878–1952), französischer Industrieller, Industrieexperte, Fachautor und Politiker
- Marlitt, E. (1825–1887), deutsche Schriftstellerin
- Marlitz, Robert († 1933), Schauspieler, Radiosprecher und Hörspielregisseur

### Marlo
- Marlo (* 1993), australischer Trance-DJ
- Marlo, Oliver (* 1956), deutscher Schauspieler
- Marloh, Otto (1893–1964), deutscher Offizier und Staatsbeamter
- Marlohe, Bérénice (* 1979), französische Schauspielerin und FotomodelBérénice Marlohe (* 1979)

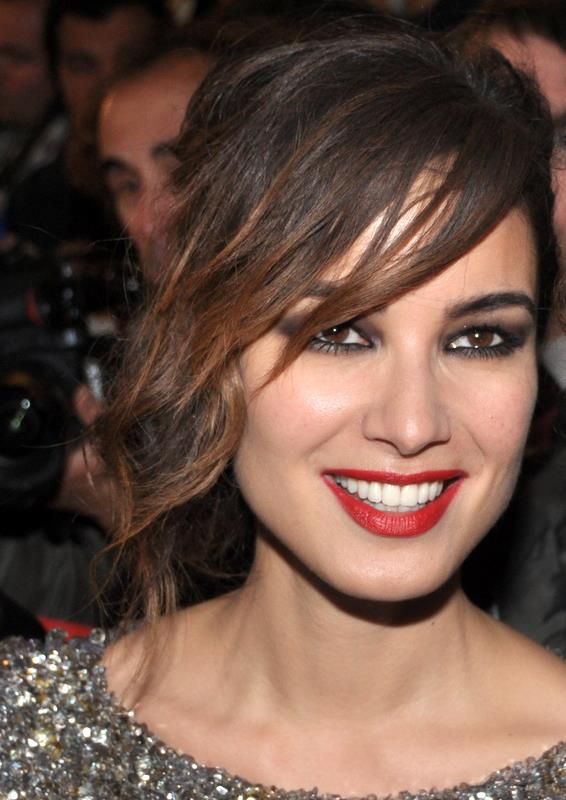
Bérénice Marlohe (* 1979)

- Marlon, Junis (* 2000), deutscher Nachwuchsschauspieler
- Marlon, Juval, Schweizer Filmemacher
- Marlone (* 1992), brasilianischer Fußballspieler
- Marlorat, Augustin (1506–1562), französischer Reformator
- Marlos (* 1988), brasilianisch-ukrainischer Fußballspieler
- Marloth, Rudolf (1855–1931), deutsch-südafrikanischer Botaniker, Apotheker und Chemiker
- Marlovits, Johannes (* 1971), österreichischer Fernsehjournalist
- Marlow, Alex (* 1986), US-amerikanischer Journalist
- Marlow, Andreas (* 1963), deutscher Generalleutnant
- Marlow, David, deutsch-britischer Dirigent und Komponist
- Marlow, Heinrich (1874–1944), deutscher Schauspieler
- Marlow, Jürgen (1922–2001), deutscher Architekt, Präsident der Hamburgischen Architektenkammer
- Marlow, Lucy (1932–2018), US-amerikanische Schauspielerin
- Marlow, Maria (* 1943), deutsche Schauspielerin
- Marlow, Marlene, deutsche Schauspielerin
- Marlow, Mathilde von (1826–1888), österreichische Opernsängerin
- Marlow, Peter (* 1941), britischer Geher
- Marlow, Robert (* 1959), deutscher Architekt, Präsident der Architektenkammer Niedersachsen
- Marlow, Toby (* 1994), britischer Schauspieler und Komponist
- Marlow, Willy (1928–2007), deutscher Politiker (SED)
- Marlowe, Andrew W. (* 1966), US-amerikanischer Drehbuchautor und Filmproduzent
- Marlowe, Christopher († 1593), englischer Dichter, Dramatiker und Übersetzer des elisabethanischen ZeitaltersChristopher Marlowe († 1593)

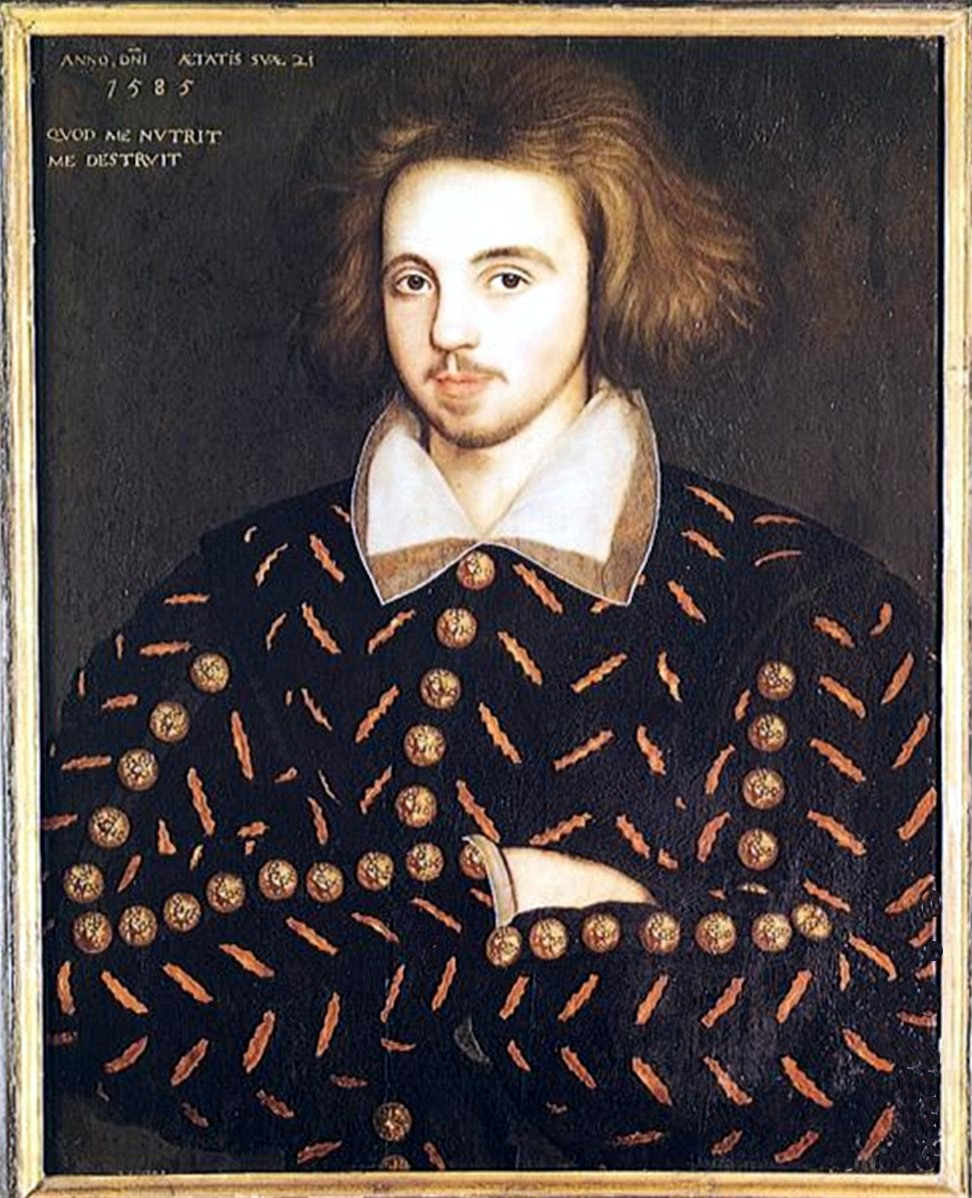
Christopher Marlowe († 1593)

- Marlowe, Faye (1926–2022), US-amerikanische Schauspielerin
- Marlowe, Gary (* 1967), deutscher Komponist und Musikproduzent
- Marlowe, Hugh (1911–1982), US-amerikanischer Schauspieler und Radiomoderator
- Marlowe, June (1903–1984), US-amerikanische Schauspielerin deutscher Herkunft
- Marlowe, Nora (1915–1977), US-amerikanische Schauspielerin
- Marlowe, Stephen (1928–2008), amerikanischer Schriftsteller
- Marlowe, William (1930–2003), britischer Schauspieler

### Marly
- Marly, Anna (1917–2006), russisch-französische Sängerin
- Marly, Florence (1918–1978), tschechoslowakisch-US-amerikanische Schauspielerin
- Marly, Jochen (* 1960), deutscher Jurist und Professor an der TU Darmstadt